# بوبي جندال
ولد بوبي جندال في 10 يونيو 1971 بمدينة باتن روج في ولاية لويزيانا لأبوين هنديين هاجرا من منطقة البنجاب الهندية في أوائل السبعينيات حيث تابعا دراساتهما العليا. واختار الوالدان لابنهما اسم (بايوش) الهندي، إلا أنه أصر على تغيير اسمه إلى بوبي. وعرف بوبي بهذا الاسم كسياسي ومسئول حكومي وكاتب على الرغم من إبقائه على اسمه الهندي في الأوراق الرسمية.

## نشأت بوبي جندال
تخرج جندال في جامعة براون الأميركية العريقة بدرجة الشرف في تخصص البيولوجيات والسياسات العامة وأكمل دراسة الماجستير في جامعة أكسفورد البريطانية في العلوم السياسية.
وفي الرابعة والعشرين من عمره تولى رئاسة قسم الصحة والمستشفيات بولاية لويزيانا، وفي الـ27 من عمره أصبح المدير التنفيذي للجنة الوطنية غير الحزبية لدراسة مستقبل العناية الصحية الحكومية. ومع بلوغه الـ28 عاما من عمره أصبح اصغر رئيس لجامعات ولاية لويزياناالتي تضم أكثر من 800 ألف طالب. ومع بلوغه الـ30 عاماً من العمر عينه الرئيس جورج بوش مساعداً لوزير الصحة والخدمات الإنسانية الأميركية.

## اعتناق بوبي جندال للمسيحية
بوبي جندال الذي نشأ هندوسيا. اعتنق المسيحية الكاثوليكية خلال دراسته الثانوية.

## ترشح بوبي جندال لمنصب حاكم لويزيانا
محاولة بوبي جندال الأولى للفوز بمنصب حاكم ولاية لويزيانا باءت بالفشل عام 2003، عندما خسر الانتخابات أمام المرشح الديمقراطي. خسرته دفعته إلى السعي لترشيح نفسه للكونغرس الأميركي كعضو في مجلس النواب حيث فاز على خصمه الديمقراطي بنسبة 70 % من الأصوات.
في ردهات الكونغرس الأمريكي احتفى به الجمهوريون كواحد من النجوم الشبابية المحافظة الجديدة وتم اختياره لعضوية لجان الأمن الوطني والتعليم واللجنة الفرعية للوقاية من الهجمات الجرثومية والنووية.
ولكن وعلى الرغم من نشاطه وشهرته بين زملائه في مجلس النواب إلا أن عينيه كانتا لا تزالان معلقتين بمنصب حاكم ولاية لويزيانا الذي خسره قبل سنوات قليلة. ولهذا عاد في عام 2007 للولاية لترشيح نفسه من جديد وكللت جهوده بالفوز، وأصبح أول حاكم لولاية اميركية من أصول هندية بنجابية وثاني حاكم أميركي من أصول آسيوية.

## بوبي جندال ورئاسة الاميركية
رفض بوبي جندال ترشح لمنصب نائب الرئيس الاميركي في حال فوز الجمهوري جون ماكين في الانتخابات عام 2008, وفضل البقاء في منصبه كحاكم لولاية لويزيانا ويعتبر جندال أحد أبرز الوجه الشابة المحافظة في الحزب الجمهوري والمرشح الأبرز للانتخابات الاميركية عن الحزب الجمهوري لعام 2012.

## روابط خارجية
- بوبي جندال على موقع IMDb (الإنجليزية)
- بوبي جندال على موقع إن إن دي بي (الإنجليزية)